# Колос (ЗСУ)
Зведена Батальйонна Тактична Група (БТГр) «Колос» — добровольчий збройний загін, що був створений у серпні 2014 року на базі бійців 3-ї батальйонно-тактичної групи 51-шої ОМБр з метою оборони Савур-Могили від російських військ. 

## Історія
Батальйонна тактична група «Колос» 51-ї ОМБр отримала розпорядження висунутися у район Савур-Могили наприкінці липня 2014 року. Військовослужбовці мали закріпитися на висоті, обороняти та здійснювати контроль за переміщенням ворога, оскільки з неї можна було бачити територію РФ. 
7 серпня 2014 року один із історичних боїв Російсько-української війни став переможним для України: Савур-Могила перейшла під контроль українських військових, і над нею піднявся синьо-жовтий стяг. Бійці  «Колосу» з 51-шої ОМБр спільно з підрозділами інших військових частин успішно атакували вчетверо більші сили противника, примусили його відступити з позицій, тим самим змінивши хід війни на Донбасі.
«Колос» недовго пробув у Донецькій області та транзитом був відправлений до Луганської області – в район Станиці-Луганської. Саме тут 17 червня двоє бійців 51-ї бригади, Володимир Крохмаль та Іван Ващеня, здійснили подвиг: коли їхній танк був підбитий і опинився в оточенні бойовиків , вони підірвали себе. 